# Johan Hansson (jurist)
Johan Hansson, född den 20 december 1875 i Lunds landsförsamling, Malmöhus län, död den 18 juni 1965 i Helsingborg, var en svensk jurist.
Hansson avlade mogenhetsexamen i Lund 1895, filosofie kandidatexamen vid Lunds universitet 1897 och juris utriusque kandidatexamen där 1903. Han genomförde tingstjänstgöring 1904–1906. Hansson blev fiskal och hovrättsråd i Göta hovrätt 1911, tillförordnad revisionssekreterare samma år, konstituerad revisionssekreterare 1914 och ordinarie revisionssekreterare 1916. Han var sekreterare i kommittéer under lantförsvarsdepartementet 1906 och 1911–1914 samt ordförande i kommitté under samma departement 1914 och i jordkommissionen 1920–1922. Hansson var häradshövding i Luggude härads domsaga 1921–1945. Han var stadsfullmäktig i Helsingborg från 1927 och ledamot av drätselkammaren där. Hansson är begravd på Norra kyrkogården i Lund.